# Fuente Cuatro Leones
La Fuente Cuatro Leones (en serbio: Чесма "Четири лава") en Sremski Karlovci, Serbia fue construido en 1799, para coronar el primer acueducto de la ciudad. El arquitecto principal fue un italiano, Giuseppe Aprili, quien diseñó esta fuente en estilo barroco. Se crea con materiales como el mármol rojo. A partir de ese momento la fuente se ha convertido en el símbolo de Karlovci. Hay una interesante leyenda sobre la fuente que dice que todo el que bebe el agua de "volverá a Karlovci y se casará". Ha sido recientemente renovada.